# Prayer for Cleansing
Prayer for Cleansing fue una banda vegan straight edge estadounidense de metalcore de Raleigh, Carolina del Norte. El grupo fue un punto de partida musical temprano para tres miembros de Between the Buried and Me: Paul Waggoner, Will Goodyear y Tommy Giles Rogers.
Su actividad fue principalmente entre noviembre del 1996 y noviembre del 2000, reuniéndose esporádicamente para shows en 2001 y 2004. En 2022, la banda ha anunciado que tocarán en un espectáculo el 18 de diciembre, en memoria de John Rivera y a beneficio de su familia.  A su vez, una remasterización de la mezcla original de Rain in Endless Fall será reeditado en vinilo por To Live A Lie Records a principios de 2023.

## Influencias
La banda se destaca por usar elementos de metal extremo (como death y black metal) prominentes en su música más que otras bandas contemporáneas. La mayor influencia de la banda fue Cradle of Filth, sumado a At the Gates, Cannibal Corpse, Carcass, Hecate Enthroned, Overcast, Harvest y Undying.

## Miembros
Miembros actuales
- Dave Anthem – voces (1997–2000, 2001, 2003–2004, 2022)
- Paul Waggoner – guitarra principal (1997–2000, 2001, 2003–2004, 2022)
- Dennis Lamb – guitarra rítmica (1997–1999, 2022)
- Marc Duncan – bajo (1997–2000, 2001, 2003–2004, 2022)
- Will Goodyear – batería, piano, teclados, voces limpias (1997–2000, 2001, 2003–2004, 2022)

Miembros anteriores
- Tommy Rogers – guitarra rítmica  (1999–2000, 2001, 2003–2004)
- Jimmy Chang – guitarra rítmica (1999)

## Discografía
- The Rain In Endless Fall CD/LP (1999, Tribunal; relanzado en 2004 por Seventh Dagger)
- The Tragedy 7" (2004, Surprise Attack, War Torn, Southern Empire)

Apariciones en compilatorios
- A Collection (Past, Present And Future) (2004, Tribunal) – "The Sonnet"
- Tribunal Records 2006 Sampler (2006, Tribunal) – "The Sonnet"

## Videografía
- "The Sonnet" (1999)